# Station Horyuji
Station Hōryūji (法隆寺駅,  Hōryūji-eki) is een spoorwegstation in de Japanse stad Ikaruga. Het wordt aangedaan door de Yamatoji-lijn. Het station heeft twee sporen, gelegen aan twee zijperrons. 

Het station is vernoemd naar de nabijgelegen Hōryūji-tempel en is in een vergelijkbare stijl gebouwd.  

## Treindienst

### JR West
| 1 | ■ Yamatoji-lijn | richting Ōji, Tennōji en JR Namba |
| 2 | ■ Yamatoji-lijn | richting Nara en Kamo             |

## Geschiedenis
Het station werd geopend in 1890. 

## Overig openbaar vervoer
Bussen 66, 67, 70, 72, 76 en 81 van Nara Kōtsū.

## Stationsomgeving
- Hōryūji-tempel
- Yamato-rivier
- Tomio-rivier
- Autoweg 25
- Stadhuis van Ikaruga
- Bibliotheek van Ikaruga
- Prefecturale Internationale school Hōryūji
- Mandai (supermarkt)
- Heart-in

(Kansai-lijn<<) Kamo · Kizu · Narayama · Nara · Kōriyama · Yamato-Koizumi · Hōryūji · Ōji · Sangō · Kawachi-Katakami · Takaida · Kashiwara · Shiki · Yao · Kyūhōji · Kami · Hirano · Tōbu-Shijō-mae · Tennōji · Shin-Imamiya · Imamiya (>>Osaka-ringlijn) · JR Namba